# Équipe du Mali de football à la Coupe d'Afrique des nations 2010
Cet article relate le parcours de l'équipe du Mali lors de la Coupe d'Afrique des nations 2010 organisée en Angola du 10 au 31 janvier 2010.

## Effectif
Liste des 23 donnée le 31 décembre 2009. Statistiques arrêtées le 9 janvier 2010.
| Numéro / Nom       | Numéro / Nom          | Équipe                 | Sél. (but)      | Date de naissance | J.              |                 |                 |                 |                 |
| Gardiens de but    | Gardiens de but       | Gardiens de but        | Gardiens de but | Gardiens de but   | Gardiens de but | Gardiens de but | Gardiens de but | Gardiens de but | Gardiens de but |
| ------------------ | --------------------- | ---------------------- | --------------- | ----------------- | --------------- | --------------- | --------------- | --------------- | --------------- |
| 1                  | Mahamadou Sidibé      | Omonia Nicosie         | 53 (0)          | 8 octobre 1978    | 2               | 0               | 0               | 0               | 0               |
| 16                 | Soumaila Diakite      | Stade malien           | 10 (0)          | 25 août 1984      | 1               | 0               | 0               | 0               | 0               |
| 22                 | Oumar Sissoko         | FC Metz                | 3 (0)           | 13 septembre 1987 | 0               | 0               | 0               | 0               | 0               |
| Défenseurs         |                       |                        |                 |                   |                 |                 |                 |                 |                 |
| 3                  | Adama Tamboura        | Helsingborgs IF        | 35 (0)          | 18 mai 1985       | 3               | 0               | 0               | 0               | 0               |
| 23                 | Abdoulaye Maïga       | Stade malien           | 4 (0)           | 25 mai 1984       | 2               | 0               | 0               | 0               | 0               |
| 13                 | Bakary Soumare        | US Boulogne            | 10 (0)          | 9 novembre 1985   | 2               | 0               | 2               | 0               | 0               |
| 5                  | Souleymane Diamoutene | AS Bari                | 46 (1)          | 30 janvier 1983   | 2               | 0               | 0               | 0               | 0               |
| 2                  | Ousmane Berthé        | Jomo Cosmos            | 3 (0)           | 5 février 1987    | 3               | 0               | 0               | 0               | 0               |
| Milieux de terrain |                       |                        |                 |                   |                 |                 |                 |                 |                 |
| 12                 | Seydou Keita          | FC Barcelone           | 52 (13)         | 16 janvier 1980   | 3               | 3               | 1               | 0               | 0               |
| 17                 | Mahamane Traoré       | OGC Nice               | 13 (0)          | 31 août 1988      | 2               | 0               | 1               | 0               | 0               |
| 6                  | Mahamadou Diarra      | Real Madrid CF         | 49 (6)          | 18 mai 1981       | 2               | 0               | 2               | 0               | 0               |
| 14                 | Abdou Traoré          | Girondins de Bordeaux  | 4 (0)           | 17 janvier 1988   | 0               | 0               | 0               | 0               | 0               |
| 15                 | Bakaye Traoré         | AS Nancy-Lorraine      | 9 (1)           | 6 mars 1985       | 1               | 0               | 0               | 0               | 0               |
| 4                  | Samba Sow             | RC Lens                | 2 (0)           | 29 avril 1989     | 1               | 0               | 0               | 0               | 0               |
| 20                 | Lassana Fané          | Al Merreikh Omdurman   | 7 (1)           | 1er janvier 1985  | 3               | 0               | 1               | 0               | 0               |
| 18                 | Mohamed Sissoko       | Juventus FC            | 26 (2)          | 22 janvier 1985   | 2               | 0               | 0               | 0               | 0               |
| Attaquants         |                       |                        |                 |                   |                 |                 |                 |                 |                 |
| 21                 | Mustapha Yatabaré     | Clermont Foot          | 7 (2)           | 26 janvier 1986   | 2               | 1               | 0               | 0               | 0               |
| 19                 | Frédéric Kanouté      | FC Séville             | 35 (21)         | 2 septembre 1977  | 3               | 2               | 0               | 0               | 0               |
| 9                  | Mamadou Bagayoko      | OGC Nice               | 22 (1)          | 21 mai 1979       | 2               | 1               | 0               | 0               | 0               |
| 11                 | Mamadou Samassa       | Valenciennes FC        | 3 (1)           | 1er mai 1986      | 0               | 0               | 0               | 0               | 0               |
| 8                  | Mamadou Diallo        | Le Havre Athletic Club | 35 (8)          | 17 avril 1982     | 2               | 0               | 0               | 0               | 0               |
| 7                  | Tenema N'Diaye        | FC Nantes              | 14 (1)          | 13 février 1981   | 1               | 0               | 1               | 0               | 0               |
| 10                 | Modibo Maïga          | Le Mans UC             | 15 (2)          | 3 septembre 1986  | 3               | 0               | 0               | 0               | 0               |
| Sélectionneur      |                       |                        |                 |                   |                 |                 |                 |                 |                 |
|                    | Stephen Keshi         |                        |                 | 31 janvier 1962   |                 |                 |                 |                 |                 |
| Réserve            |                       |                        |                 |                   |                 |                 |                 |                 |                 |
|                    |                       |                        |                 |                   |                 |                 |                 |                 |                 |
| Blessé             |                       |                        |                 |                   |                 |                 |                 |                 |                 |
| A                  | Sidi Keita            | Xerez CD               | 10 (3)          | 20 mars 1985      |                 |                 |                 |                 |                 |
| A                  | Adama Coulibaly       | AJ Auxerre             | 50 (1)          | 9 octobre 1980    |                 |                 |                 |                 |                 |

 = capitaine --  Gardien de butDéfenseurMilieu de terrainAttaquantSélectionneur

## Qualifications

### 2eTour

#### Groupe 10
| Rang | Équipe | Pts | J | G | N | P | Bp | Bc | Diff |  | Résultats (▼ dom., ► ext.) |     |     |     |     |
| ---- | ------ | --- | - | - | - | - | -- | -- | ---- |  | -------------------------- | --- | --- | --- | --- |
| 1    | Mali   | 12  | 6 | 4 | 0 | 2 | 13 | 8  | +5   |  | Mali                       |     | 3-0 | 4-2 | 2-1 |
| 2    | Soudan | 9   | 6 | 3 | 0 | 3 | 9  | 9  | 0    |  | Soudan                     | 3-2 |     | 2-0 | 1-2 |
| 3    | Congo  | 9   | 6 | 3 | 0 | 3 | 7  | 8  | -1   |  | Congo                      | 1-0 | 1-0 |     | 2-0 |
| 4    | Tchad  | 6   | 6 | 2 | 0 | 4 | 7  | 11 | -4   |  | Tchad                      | 1-2 | 1-3 | 2-1 |     |

### 3eTour

#### Groupe D
| Rang | Équipe | Pts | J | G | N | P | Bp | Bc | Diff |  | Résultats (▼ dom., ► ext.) |     |     |     |     |
| ---- | ------ | --- | - | - | - | - | -- | -- | ---- |  | -------------------------- | --- | --- | --- | --- |
| 1    | Ghana  | 13  | 6 | 4 | 1 | 1 | 9  | 3  | +6   |  | Ghana                      |     | 2-2 | 1-0 | 2-0 |
| 2    | Bénin  | 10  | 6 | 3 | 1 | 2 | 6  | 6  | 0    |  | Mali                       | 0-2 |     | 3-1 | 1-0 |
| 3    | Mali   | 9   | 6 | 2 | 3 | 1 | 8  | 7  | +1   |  | Bénin                      | 1-0 | 1-1 |     | 1-0 |
| 4    | Soudan | 1   | 6 | 0 | 1 | 5 | 2  | 9  | -7   |  | Soudan                     | 0-2 | 1-1 | 1-2 |     |

- Le Ghana est qualifié pour la Coupe du monde 2010 et pour la CAN 2010.
- Le Mali et le Bénin sont qualifiés pour la CAN 2010.

## Matchs

### Groupe A
| Rang | Équipe  | Pts | J | G | N | P | Bp | Bc | Diff |  | Résultats (▼ dom., ► ext.) |  |     |     |     |
| ---- | ------- | --- | - | - | - | - | -- | -- | ---- |  | -------------------------- |  | --- | --- | --- |
| 1    | Angola  | 5   | 3 | 1 | 2 | 0 | 6  | 4  | +2   |  | Angola                     |  | 0-0 | 4-4 | 2-0 |
| 2    | Algérie | 4   | 3 | 1 | 1 | 1 | 1  | 3  | -2   |  | Algérie                    |  |     | 1-0 | 0-3 |
| 3    | Mali    | 4   | 3 | 1 | 1 | 1 | 7  | 6  | +1   |  | Mali                       |  |     |     | 3-1 |
| 4    | Malawi  | 3   | 3 | 1 | 0 | 2 | 4  | 5  | -1   |  | Malawi                     |  |     |     |     |

| 10 janvier 2010 | Angola                                                    | 4-4 | Mali                                           | Estádio de Luanda, Luanda                           |                                                     |
| 20:00 UTC+1     | Flávio 36e 42e · Gilberto 67e (pen.) · Manucho 74e (pen.) |     | Keita 79e 90+3e · Kanouté 88e · Yatabaré 90+4e | Spectateurs : 45 000 Arbitrage : Essam Abd El Fatah | Spectateurs : 45 000 Arbitrage : Essam Abd El Fatah |
| 20:00 UTC+1     | Rapport                                                   |     |                                                | Spectateurs : 45 000 Arbitrage : Essam Abd El Fatah | Spectateurs : 45 000 Arbitrage : Essam Abd El Fatah |

| 14 janvier 2010 | Mali    | 0-1 | Algérie      | Estádio de Luanda, Luanda                        |                                                  |
| 17:00 UTC+1     |         |     | Halliche 43e | Spectateurs : 9 000 Arbitrage : Mohamed Ssegonga | Spectateurs : 9 000 Arbitrage : Mohamed Ssegonga |
| 17:00 UTC+1     | Rapport |     |              | Spectateurs : 9 000 Arbitrage : Mohamed Ssegonga | Spectateurs : 9 000 Arbitrage : Mohamed Ssegonga |

| 18 janvier 2010 | Mali                                  | 3-1 | Malawi         | Estádio Chimandela, Cabinda                              |                                                          |
| 17:00 UTC+1     | Kanouté 1re · Keita 3e · Bagayoko 85e |     | Mwafulirwa 58e | Spectateurs : 15 000 Arbitrage : Rajindraparsad Seechurn | Spectateurs : 15 000 Arbitrage : Rajindraparsad Seechurn |
| 17:00 UTC+1     | Rapport                               |     |                | Spectateurs : 15 000 Arbitrage : Rajindraparsad Seechurn | Spectateurs : 15 000 Arbitrage : Rajindraparsad Seechurn |